# Rhizoecus incrassatus
Rhizoecus incrassatus är en insektsart som beskrevs av James 1935. Rhizoecus incrassatus ingår i släktet Rhizoecus och familjen ullsköldlöss.
Artens utbredningsområde är Kenya. Inga underarter finns listade i Catalogue of Life.